# PROLIMA

La Gerencia de Planificación, Gestión y Recuperación del Centro Histórico de Lima (PROLIMA) es el órgano que tiene como finalidad promover la recuperación del centro histórico de Lima declarado Patrimonio Cultural de la Nación en 1972 (10.77 km²) e inscrito en la lista del Patrimonio de la Humanidad de la Unesco en 1991 (2.53 km²). Tuvo a su cargo la formulación y coordina la implementación del Plan Maestro del Centro Histórico de Lima al 2029 con visión al 2035, documento técnico normativo aprobado por la Municipalidad de Lima y el Ministerio de Cultura de Perú, cuyo objetivo es mejorar las condiciones de habitabilidad del Centro Histórico de Lima dentro de los lineamientos rectores del centro del patrimonio mundial de Unesco.

## Antecedentes
La necesidad de un organismo del Estado que vele por la protección del patrimonio cultural de la ciudad fue notoria después de la destrucción sistemática de inmuebles en las primeras décadas del siglo XX, como consecuencia de los procesos de modernización de la ciudad.
Luego de la celebración del cuarto centenario de la fundación de Lima en 1935, el 9 de marzo de 1939 se creó el Concejo Nacional de Conservación y Restauración de Monumentos Históricos y Artísticos, con el fin de velar por la conservación del patrimonio histórico del país. Sus miembros eran designados por el Gobierno, siendo su primer presidente el padre Rubén Vargas Ugarte, SJ.
El 24 de mayo de 1940 un terremoto remeció la ciudad de Lima afectando sus edificios históricos. En estas circunstancias, el Concejo Nacional promovió la declaración como monumento de 13 edificios religiosos y civiles entre los años 1941 y 1959, así como la recuperación de varios edificios religiosos que incluían la restauración de las torres de la iglesia de San Francisco y Santo Domingo y las de la Catedral de Lima, que habían sido seriamente afectadas por el terremoto.
El 31 de agosto de 1961, durante la gestión del alcalde Héctor García Ribeyro, fue creada la Junta Deliberante Metropolitana de Monumentos Históricos, Artísticos y lugares Arqueológicos, teniendo como principal función identificar y registrar los edificios con valor monumental y rescatar las características fisonómicas del centro de Lima. Los integrantes de esta Junta fueron los arquitectos Rafael Marquina y Bueno, Héctor Velarde, José García Bryce y Víctor Pimentel Gurmendi. La Junta fue disuelta en 1964.
La Junta sentó un hito en la lucha contra la destrucción del patrimonio histórico inmueble, al impedir que se vieran afectados monumentos como la Iglesia de la Merced y la casa Negreiros. Además, realizó estudios sobre los monumentos arqueológicos, virreinales y republicanos, planteando el tratamiento de conservación que se les debía realizar. Estos estudios fueron los primeros registros científicos de los monumentos que sirvieron posteriormente para su declaratoria y protección legal por el Instituto Nacional de Cultura (INC), creado en 1971 por la Ley Orgánica del Sector Educación (Decreto Ley N.º 18 799) del gobierno militar del general Juan Velasco Alvarado. El INC fue un organismo público descentralizado del Sector Educación, que durante 39 años se encargó de velar por todo en cuanto a cultura se refiere en el Perú, hasta la creación del Ministerio de Cultura.
Ya con las facultades legales para declarar y proteger el patrimonio cultural inmueble de Lima, se promulga la Resolución Suprema Nacional N.º 2900-1972-ED del 28 de diciembre de 1972 que declara y delimita, entre otras, la Zona Monumental de Lima y la Zona Monumental del Rímac, que luego conformarían el centro histórico de Lima. La misma norma también declara individualmente como monumentos a los edificios de valor patrimonial dentro del área comprendida en ambos perímetros.

## Historia
La Gerencia de Planificación, Gestión y Recuperación del Centro Histórico de Lima (PROLIMA) fue creado durante la gestión de Ricardo Belmont Cassinelli por Acuerdo de Concejo N.º 168 del 13 de julio de 1994 y la Ordenanza Municipal N.º 062 del 15 de julio de 1994. Todas sus funciones y tareas tuvieron como objetivo revalorar, recuperar y administrar adecuadamente el patrimonio del centro histórico de Lima, inscrito en la lista del Patrimonio Mundial desde 1991, por impulso del extinto Patronato de Lima.